# Orchard Road

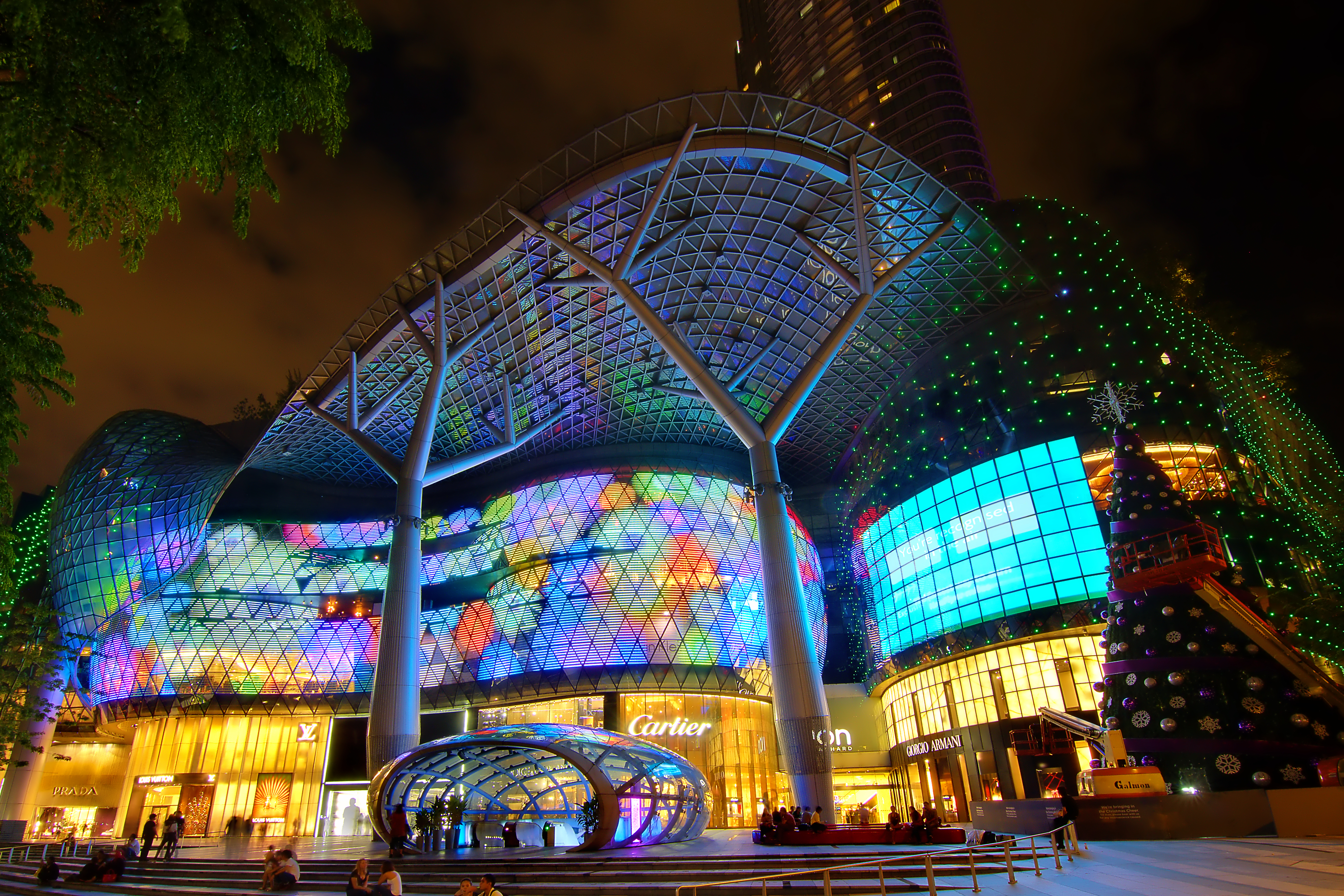

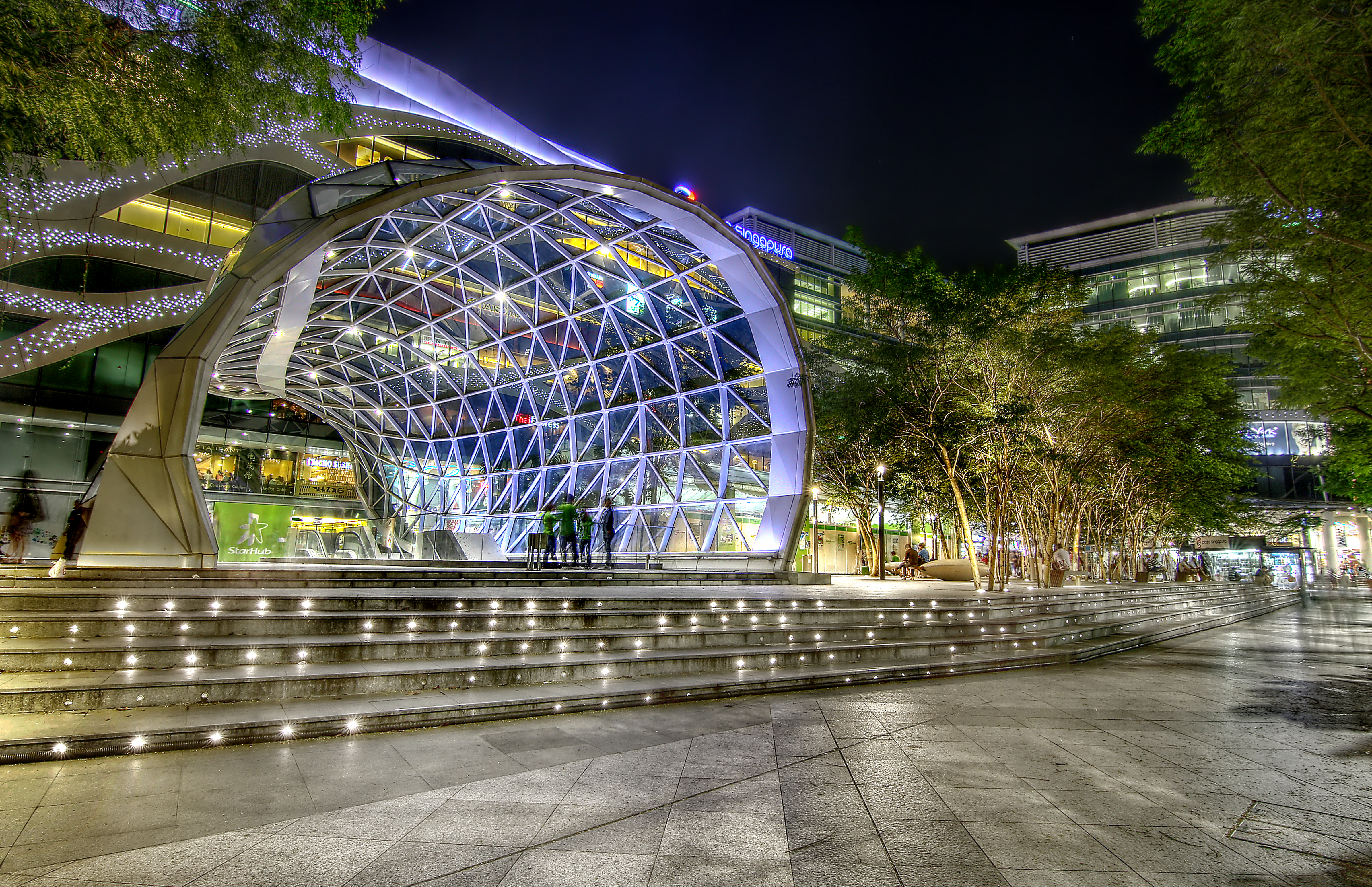
Plaza Singapura

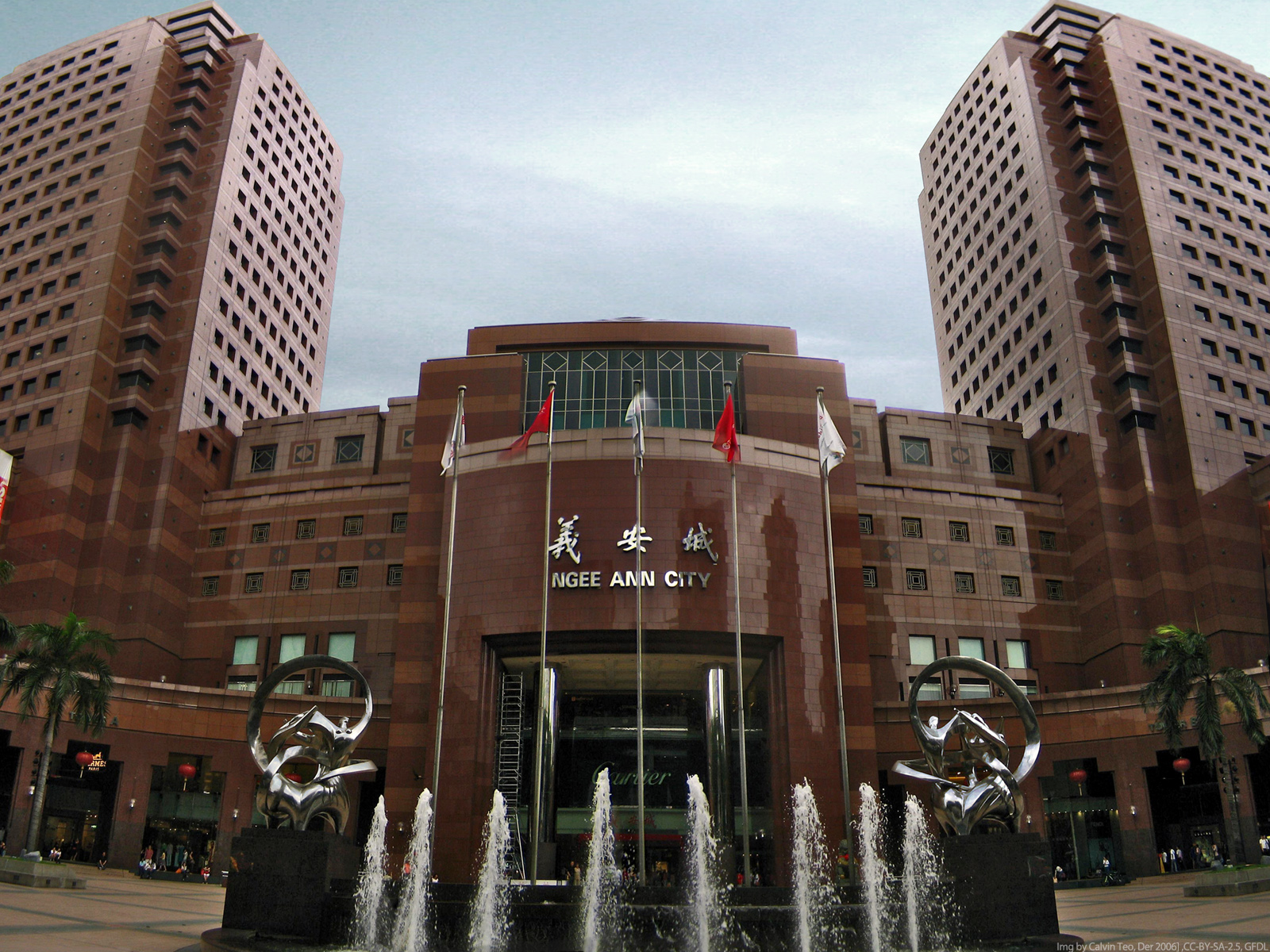
Il centro commerciale Ngee Ann City

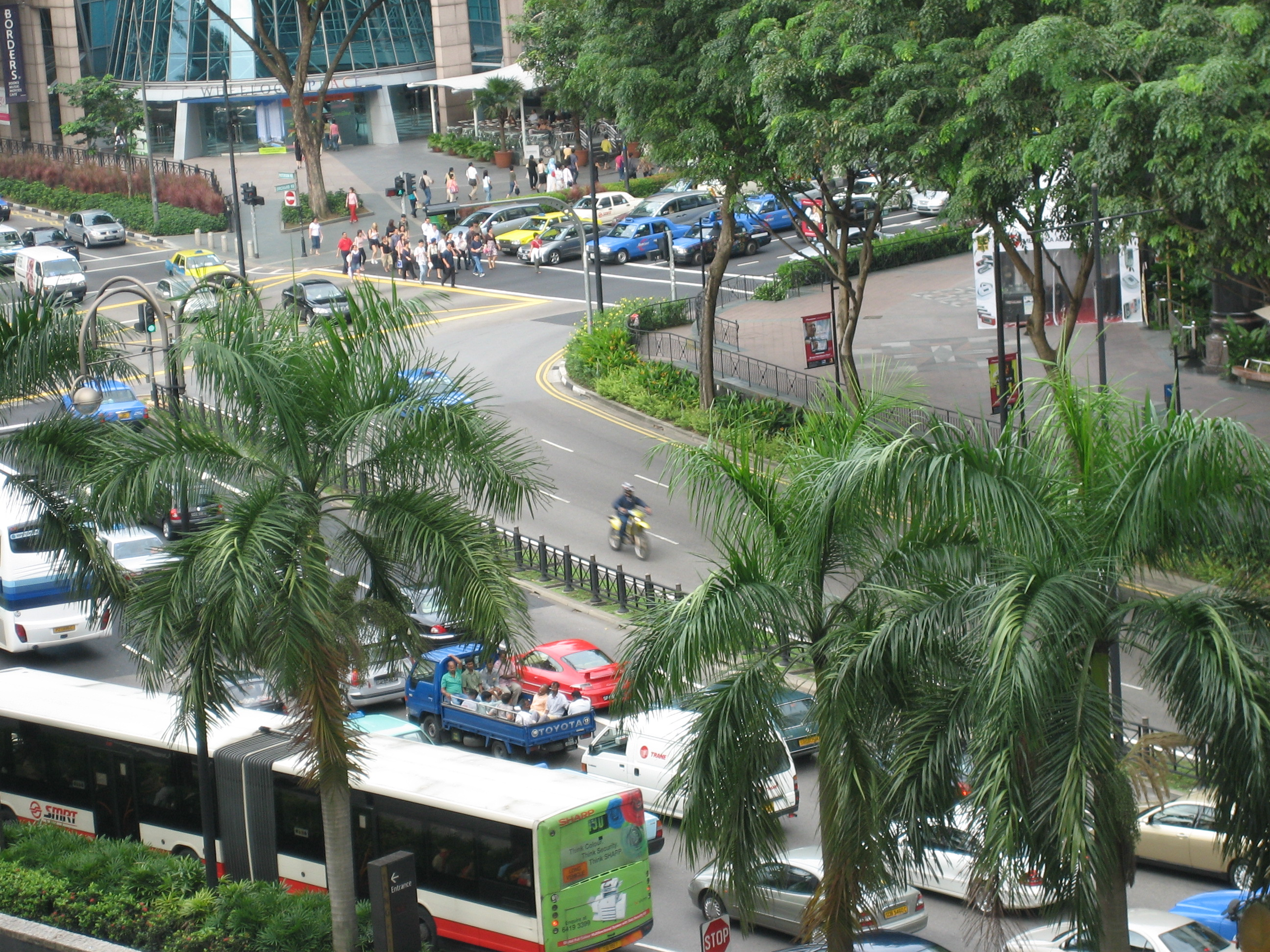
Il traffico e la vitalità di Singapore a Orchard Road

Orchard Road (in italiano traducibile come:Strada del frutteto) è una strada lunga 2,2 chilometri nel centro di Singapore.
La strada è una delle grandi via per le compere nonché attrazione turistica della città.

## Etimologia
Orchard Road prende il suo nome dai frutti di nocciole e pepe nero presenti nell'area. Erano piantagioni comuni nel XIX secolo. Altre fonti attribuiscono il nome al Signor Orchard, un giardiniere e proprietario delle piantagioni che si trovavano all'angolo tra l'attuale Scotts Road e Orchard Road.

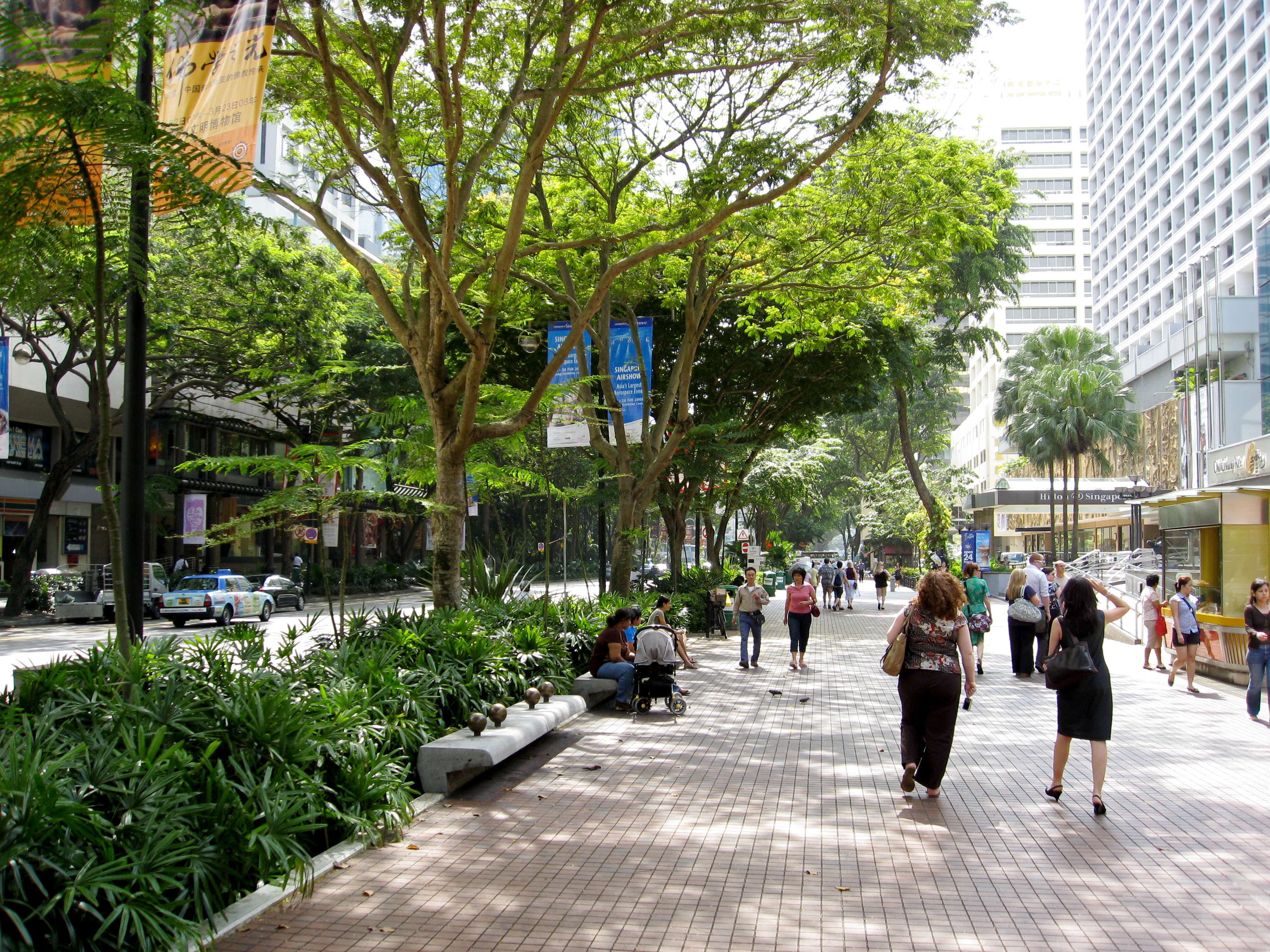

## Centri commerciali presenti
- 313@Somerset
- Cathay Cineleisure Orchard
- The Centrepoint
- Design Orchard
- Far East Plaza
- Forum The Shopping Mall
- The Heeren Shops
- Hilton Singapore
- ION Orchard
- Liat Towers
- Lucky Plaza
- Mandarin Gallery
- Ngee Ann City
- Orchard Central
- Orchard Gateway
- Orchard Plaza
- Orchard Point
- Orchard Towers
- Palais Renaissance
- The Paragon
- Plaza Singapura
- Shaw House and Centre
- T Galleria by DFS
- Tang Plaza
- Wheelock Place
- Wisma Atria